# Romano Mussolini
Romano Mussolini (Forlì, 26 de septiembre de 1927-Roma, 3 de febrero de 2006) fue un pianista de jazz y pintor italiano. Fue el cuarto hijo de Benito Mussolini y de Rachele Guidi.

## Biografía
Desde pequeño sintió la pasión por la música, transmitida por su hermano Vittorio, que era un gran apasionado del cine.
A finales de los años 1940, una vez caído el fascismo y concluida la Segunda Guerra Mundial, grabó sus primeros discos. Por aquellos años formó parte de un cuarteto junto con Carlo Loffredo, con quien grabó How high the moon.
Su mejor momento musical lo vivió en las décadas de 1950 y 1960, cuando, bajo el seudónimo de Romano Full, trabajó junto al músico de trompeta Nunzio Rotondo. En 1957 tocó también, formando un trío, con Carlo Loffredo (contrabajo) y Pepito Pignatelli (batería). Afamado ya como pianista, dio a conocer en su país la música del pianista canadiense Oscar Peterson, uno de los virtuosos del jazz. A lo largo de su carrera, tocó con famosos nombres del jazz italiano, como Dino Piana, Enzo Scoppa, Gil Cuppini y Franco Tonani. También tocó en Estados Unidos y en países europeos.
El hijo menor de Mussolini nunca había condenado públicamente la política aplicada por su padre. Sin embargo, en Italia era conocido principalmente como músico y no por su apellido. Publicó Il Duce, mio padre (RCS MediaGroup, 2004), y al año siguiente realizó un nuevo trabajo, Ultimo atto. La verità nascoste sulla fine del Duce.
Estuvo casado con Anna Maria Scicolone, hermana de Sophia Loren, con quien tuvo dos hijas: Alessandra (diputada de Alianza Nacional y de Pueblo de la Libertad) y Elisabetta (notaria en Perugia). Después de la separación de Scicolone, se casó con la actriz Carla Maria Puccini, con quien pasó treinta años de su vida. De este segundo matrimonio nació su tercera hija, Rachele. Fue abuelo del futbolista Romano Floriani Mussolini.

## Discografía selecta

### 33 rpm
- 1957: Romano Full
- 1958: Romano Mussolini con Nunzio Rotondo e Lilian Terry
- 1961: Jazz at Santa Tecla
- 1962: Jazz allo Studio 7
- 1967: Prisoner of amore
- 1973: Mirage

### Otros álbumes
- 1996 Soft & Swing
- 2001 The Wonderful World of Louis
- 2002 Timeless Blues
- 2002 Music Blues
- 2002 Romano Piano & Forte
- 2003 Jazz Album
- 2003 Napule 'nu quarto 'e luna
- 2004 Alibi perfetto
- 2006 Minor Blues in Saint Louis (póstumo)
- 2006 Na Voce Na Chitarra E O Poco E Luna (póstumo)